# Tractortecnic Unitrac
Unitrac ist eine Reihe von Gleiskettenfahrzeugen auf Basis des Unimog, die von Tractortecnic in Gevelsberg ab 1968 hergestellt wurde. Als Ausgangsbasis dienten die Unimogbaureihe 406 und 421 für die Modelle UT 90 und UT 45. Der UT 90 wurde mit zwei Radständen und in vier Ausstattungsvarianten angeboten, die je nach Kundenwunsch gebaut wurden. Es wurden das Unimoggetriebe UG 2/27 mit acht Vorwärts- und vier Rückwärtsgängen sowie der Dieselmotor OM 352 eingebaut. Als Fahrerhäuser gab es das geschlossene und offene Unimogfahrerhaus im Angebot.

## Technische Daten UT 90
| Kenngrößen                              | UT 90                                          | UT 90                                          |
| --------------------------------------- | ---------------------------------------------- | ---------------------------------------------- |
| Baujahre                                | 1968–?                                         | 1968–?                                         |
| Masse                                   | ca. 6000–7000 kg                               | ca. 6000–7000 kg                               |
| Zulässige Gesamtmasse                   | 10.000 kg                                      | 10.000 kg                                      |
| Länge                                   | 3950 mm                                        | 4460 mm                                        |
| Breite                                  | 2300 mm                                        | 2300 mm                                        |
| Höhe                                    | 2350 mm                                        | 2350 mm                                        |
| Radstand                                | 2770 mm                                        | 3280 mm                                        |
| Spurweite                               | 1800 mm                                        | 1800 mm                                        |
| Kraftübertragung vom Fahrzeug auf Boden | Gleisketten mit 500 mm Plattenbreite           | Gleisketten mit 500 mm Plattenbreite           |
| Spezifischer Bodendruck                 | 3,43 N/cm2                                     | 3,43 N/cm2                                     |
| Motortyp                                | OM 352                                         | OM 352                                         |
| Motorbauart                             | Wassergekühlter Reihensechszylinderdieselmotor | Wassergekühlter Reihensechszylinderdieselmotor |
| Gemischaufbereitung                     | Direkteinspritzung                             | Direkteinspritzung                             |
| Hubraum                                 | 5675 cm3                                       | 5675 cm3                                       |
| Bohrung × Hub                           | 97 mm × 128 mm                                 | 97 mm × 128 mm                                 |
| Nennleistung (DIN 70020)                | 66 kW (90 PS) bei ? min−1                      | 66 kW (90 PS) bei ? min−1                      |
| Max. Drehmoment (DIN 70020)             | 280 oder 310 N·m bei ? min−1                   | 280 oder 310 N·m bei ? min−1                   |
| Geschwindigkeitsbereich                 | 0,6–20 km/h                                    | 0,6–20 km/h                                    |
| Kraftstoffverbrauch                     | 25–30 l/100 km                                 | 25–30 l/100 km                                 |